# Плавання на Чемпіонаті Європи з водних видів спорту 2021 — змішана естафета 4x100 метрів вільним стилем
Змагання з плавання в змішаній естафеті 4x100 метрів вільним стилем на Чемпіонаті Європи з водних видів спорту 2021 відбулися 22 травня.

## Рекорди
|                   | Країна     | Час     | Місто    | Дата          |
| ----------------- | ---------- | ------- | -------- | ------------- |
| Світовий рекорд   | США        | 3:19.40 | Кванджу  | 29 липня 2019 |
| Рекорд Європи     | Нідерланди | 3:21.81 | Будапешт | 29 липня 2017 |
| Рекорд чемпіонату | Франція    | 3:22.07 | Глазго   | 8 серпня 2018 |

## Результати[1]

### Попередні запливи
| Місце | Заплив | Доріжка | Країна          | Плавці | Час     | Примітки |
| ----- | ------ | ------- | --------------- | --- | ------- | -------- |
| 1     | 2      | 2       | Італія          | Мануель Фріго (48.90) Томас Чекон (47.90) К'яра Тарантіно (54.73) Сільвія ді П'єтро (54.90)                             | 3:26.37 | Q        |
| 2     | 1      | 2       | Польща          | Якуб Краска (48.77) Каспер Мащжак (49.11) Корнелія Фідкевич (54.86) Алісія Щорж (54.21)                                 | 3:26.95 | Q        |
| 3     | 2      | 7       | Нідерланди      | Стен Підженбург (48.75) Люк Кроон (49.35) Марріт Стінбергер (54.04) Кім Буш (55.20)                                     | 3:27.34 | Q        |
| 4     | 2      | 6       | Велика Британія | Метью Річардс (48.97) Джекоб Вайтл (48.47) Евелін Девіс (55.42) Люсі Гоуп (54.51)                                       | 3:27.95 | Q        |
| 5     | 1      | 8       | Угорщина        | Нандор Немес (48.75) Річард Богус (49.32) Петра Сенанскі (55.29) Фанні Гурінович (54.64)                                | 3:28.00 | Q        |
| 6     | 2      | 5       | Сербія          | Велімір Степанович (49.22) Андрей Барна (48.33) Таня Попович (55.60) Ніна Станісавлевич (55.04)                         | 3:28.19 | Q        |
| 7     | 1      | 4       | Данія           | Матіас Рисгаард (49.08) Фредерік Рід Ленц (48.60) Джулі Кепп Йенсен (54.64) Емілі Гантріїс (56.03)                      | 3:28.35 | Q        |
| 8     | 1      | 5       | Швеція          | Бйорн Сілігер (49.77) Робін Гансон (49.28) Лусі Ганссон (54.26) Сара Дженевік (55.17)                                   | 3:28.48 | Q        |
| 9     | 1      | 7       | Росія           | Олександр Щоголев (48.76) Іван Гірев (49.11) Аріна Суркова (55.29) Анна Єгорода (55.57)                                 | 3:28.73 |          |
| 10    | 1      | 3       | Ірландія        | Макс Мак-Каскер (50.66) Джоран Слоан (50.13) Ерін Ріордан (56.27) Вікторія Каттерсон (56.00)                            | 3:33.06 |          |
| 11    | 2      | 0       | Туреччина       | Батурхан Єнлю (51.22) Ялім Ачіміш (50.31) Селен Озбілен (55.98) Ількнур Ніхан Чакічі (55.99)                            | 3:33.50 |          |
| 12    | 2      | 3       | Словаччина      | Матей Дуса (50.11) Адам Галас (51.06) Мартіна Цибулкова (56.61) Тереза Іван (55.89)                                     | 3:33.67 |          |
| 13    | 2      | 8       | Ісландія        | Дадо Фенрір Ясмінусон (52.09) Крістін Торарінссон (52.25) Снаефрід Йоруннардотір (56.24) Йоханна Гудмундсдоттір (58.09) | 3:38.67 |          |
| 14    | 2      | 4       | Андорра         | Томас Ломеро Аренас (52.58) Бернат Ломеро Аренас (52.30) Надя Тудо Кубелльс (1:00.10) Моніка Рамірез Абелла (58.59)     | 3:43.57 |          |
| 15    | 1      | 7       | Вірменія        | Артур Барсегян (50.49) Володимир Маміконян (53.70) Ані Погосян (1:01.02) Варсенік Манучарян (59.96)                     | 3:45.17 |          |
| 16    | 1      | 1       | Косово          | Арті Краснік (55.01) Віган Битикі (57.18) Еда Зекірі (1:04.98) Ера Будіма (1:06.06)                                     | 4:03.23 |          |
| 17    | 2      | 1       | Швейцарія       | DNS | DNS     | DNS      |

### Фінал[2]
| Місце | Доріжка | Країна          | Плавці                                                                                               | Час     | Примітки |
| ----- | ------- | --------------- | --- | ------- | -------- |
| 1     | 6       | Велика Британія | Данкан Скотт (48.20) Томас Дін (48.11) Анна Гопкін (52.88) Фрю Андерсон (52.88)                      | 3:22.07 | CR       |
| 2     | 3       | Нідерланди      | Стен Підженбург (48.55) Джесс Пуц (48.39) Раномі Кромовідьойо (53.59) Фемке Гемскерк (51.73)         | 3:22.26 |          |
| 3     | 4       | Італія          | Алессандро Міреззі (47.63) Томас Чекон (47.59) Федеріка Пеллегріні (53.58) Сільвія ді П'єтро (53.84) | 3:22.64 |          |
| 4     | 5       | Польща          | Якуб Краска (49.19) Каспер Мащжак (48.41) Алісія Щорж (54.42) Катаржина Васік (53.57)                | 3:25.59 |          |
| 5     | 2       | Угорщина        | Нандор Немес (48.27) Річард Богус (48.62) Петра Сенанскі (55.20) Фанні Гурінович (54.18)             | 3:26.27 |          |
| 6     | 8       | Швеція          | Робін Гансон (49.53) Ісак Еліссон (48.23) Лусі Ганссон (54.24) Сара Дженевік (55.30)                 | 3:27.30 |          |
| 7     | 7       | Сербія          | Андрей Барна (48.42) Велімір Степанович (49.11) Таня Попович (55.98) Ніна Станісавлевич (54.84)      | 3:28.35 |          |
| 8     | 7       | Данія           | Матіас Рисгаард (49.63) Фредерік Рід Ленц () Сігне Бро () Джулі Кепп Йенсен ()                       | DSQ     | DSQ      |